# Wilhelm Rabe (Radsportler)
Ernst Richard Wilhelm Rabe (* 16. Mai 1876 in Magdeburg; † 9. Dezember 1958 in Hamburg) war ein deutscher Radrennfahrer.

## Sportliche Laufbahn
Wilhelm Rabe nahm an den Olympischen Spielen 1912 in Stockholm teil. Im Einzelzeitfahren belegte er den 55. Platz.